# Списък на астронавти по селекция
Това са хронологични списъци на астронавти, избрани за подготовка за участие в космически полети.

## САЩ

### Група USAF Man In Space Soonest
Селекцията се провежда на 25 юни 1958 г. Програмата е прекратена на 1 август същата година.
- Нийл Армстронг
- Уилям Бриджмън
- Скот Кросфийлд
- Айвън Кинкелоу
- Джон Маккей
- Робърт Рашуорд
- Джо Уокър
- Алвин Уайт
- Робърт Уайт

### Група NASA-1
Селекцията се провежда на 9 април 1959 г., а обучението им започва на 27 април същата година.
- Скот Карпентър
- Гордън Купър
- Джон Глен
- Върджил Грисъм
- Доналд Слейтън
- Уолтър Шира
- Алън Шепърд

### Група USAF Dyna-Soar 1
Селекцията се провежда през април 1960 г. Армстронг и Дана напускат през 1962 г., а програмата е прекратена на 10 декември 1963 г.
- Нийл Армстронг
- Пийт Найт
- Бил Дана
- Хенри Гордън
- Ръсел Роджърс
- Милт Томпсън
- Джеймс Ууд

### Група NASA-2
Селекцията се провежда на 17 септември 1962 г.
- Нийл Армстронг
- Франк Борман
- Джон Йънг
- Чарлс Конрад
- Джеймс Ловел
- Джеймс Макдивит
- Елиът Сий
- Томас Стафорд
- Едуард Уайт

### Група USAF Dyna-Soar 2
Селекцията се провежда на 19 септември 1962 г. във връзка с напускането на Армстронг и Дана.
- Албърт Крюз

### Група NASA-3
Селекцията се провежда на 18 октомври 1963 г.
- Дон Айзъл
- Уилям Андерс
- Чарлс Басет
- Алън Бийн
- Ричард Гордън
- Майкъл Колинс
- Уолтър Кънингам
- Едуин Олдрин
- Дейвид Скот
- Юджийн Сърнън
- Клифтън Уилямс
- Тиодор Фриймън
- Роджър Чафи
- Ръсел Швейкарт

### Група NASA-4
Селекцията се провежда на 28 юни 1965 г. Обучението на Къруин и Майкъл започва на 1 юли, а на останалите на 29 юли същата година.
- Харисън Шмит
- Оуен Гериът
- Едуард Гибсън
- Джоузеф Къруин
- Франк Майкъл
- Дуейн Грейвълин

### Група USAF MOL-1
Селекцията се провежда на 12 ноември 1965 г. Обучението и тренировките започват веднага.
- Майкъл Адамс
- Ричард Трули
- Албърт Крюз
- Джон Финли
- Ричард Лойър
- Лачлан Маклей
- Франсис Нюбек
- Джеймс Тейлър

### Група NASA-5
Селекцията се провежда на 4 април 1966 г. Обучението и тренировките започват през май същата година.
- Ванс Бранд
- Джон Бул
- Едуард Гивънс
- Чарлс Дюк
- Роналд Еванс
- Джо Енгъл
- Джералд Кар
- Дон Линд
- Джек Лузма
- Томас Матингли
- Брюс Маккендлес
- Едгар Митчъл
- Уилям Поуг
- Стюард Руса
- Джон Суигърт
- Пол Уайтц
- Алфред Уордън
- Фред Хейз
- Джеймс Ъруин

### Група USAF MOL-2
Селекцията се провежда на 17 юни 1966 г. Обучението и тренировките започват веднага.
- Керъл Бобко
- Робърт Крипън
- Робърт Овърмайер
- Чарлс Фулъртън
- Хенри Хартсфийлд

### Група NASA-6
Селекцията се провежда на 4 август 1967 г. Обучението и тренировките започват същият месец.
- Джоузеф Алън
- Антъни Инглънд
- Уилям Леноар
- Джон Ливелин
- Стори Мъсгрейв
- Браян О'Лири
- Робърт Паркър
- Уилям Торнтън
- Карл Хенице
- Доналд Холмкуест
- Филип Чапман

### Група USAF MOL-3
Селекцията се провежда на 30 юни 1967 г. Обучението и тренировките започват веднага.
- Джеймс Абрахамсън
- Робърт Хирис
- Робърт Лоурънс
- Доналд Питърсън

### Група NASA-7
Селекцията се провежда на 14 август 1969 г. Обучението и тренировките започват същият месец.
- Керъл Бобко
- Робърт Крипън
- Робърт Овърмайер
- Доналд Питърсън
- Ричард Трули
- Чарлс Фулъртън
- Хенри Хартсфийлд

### Група NASA-8
Селекцията се провежда на 16 януари 1978 г. Обучението и тренировките започват същият месец.
- Гуйон Блъфорд
- Даниел Бранденщайн
- Джеймс Бакли
- Майкъл Коутс
- Ричард Коуви
- Джон Крайтън
- Джон Фейбиън
- Ана Фишър
- Дейл Гарднър
- Робърт Гибсън
- Фредерик Грегори
- Дейвид Григс
- Тери Харт
- Фредерик Хоук
- Стивън Хоули
- Джефри Хофман
- Шанън Лусид
- Джон Макбрайд
- Роналд Макниър
- Ричард Малън
- Стивън Нейгел
- Джордж Нелсън
- Елисън Онизука
- Джудит Резник
- Сали Райд
- Френсис Скоби
- Маргарет Седън
- Брюстер Шоу
- Лорън Шрайвър
- Робърт Стюарт
- Кетрин Съливан
- Норман Тагард
- Джеймс Ван Хофтен
- Дейвид Уокър
- Доналд Уилямс

### Група Spacelab-1
Селекцията се провежда на 18 май 1978 г. Обучението и тренировките започват същият месец.
- Байрън Лихтенберг
- Майкъл Ламптън

### Група Spacelab-2
Селекцията се провежда на 9 август 1978 г. Обучението и тренировките започват същият месец.
- Лорън Актън
- Джон Бартоу
- Даян Принз
- Джордж Саймън

### Група MSE-1
Селекцията се провежда през август 1979 г.
- Гари Пейтън
- Франк Касерино
- Джефри Детрой
- Майкъл Хамъл
- Тери Айгби
- Дерил Джоузеф
- Малкълм Лидън
- Джери Ридж
- Пол Сефчек
- Ерик Съндберг
- Дейвид Вайдрин
- Джон Уотърсън
- Кййт Райт

### Група NASA-9
Селекцията се провежда през 29 май 1980 г.
- Джеймс Бейгиан
- Джон Блаха
- Чарлс Болдън
- Рой Бриджес
- Франклин Чанг-Диас
- Мери Клийв
- Бони Дънбар
- Уилям Фишър
- Гай Гарднър
- Роналд Грейб
- Дейвид Хилмърс
- Дейвид Листма
- Джон Лаундж
- Браян О'Конър
- Ричард Ричардс
- Джери Рос
- Майкъл Смит
- Шерууд Спринг
- Робърт Спрингър

### Група MSE-2
Селекцията се провежда през септември 1982 г.
- Уилям Пейлс
- Джеймс Армър
- Майкъл Буен
- Ливингстън Холдър
- Лари Джеймс
- Чарлс Джоунс
- Морийн Лакомб
- Майкъл Манц
- Ранди Одъл
- Крейг Пъц
- Кетрин Робъртс
- Джес Спонабъл
- Уилям Томпсън
- Глен Йекъл

### Група Spacelab-3
Селекцията се провежда на 5 юни 1983 г. Обучението и тренировките започват същият месец.
- Юджийн Трин
- Лудвиг Ван ден Берг
- Тейлър Уонг
- Мери Джонстън

### Група McDonnell Douglas
Селекцията се провежда на 1 юли 1983 г. Обучението и тренировките започват веднага.
- Чарлс Уокър
- Чарлс Ууд

### Група Spacelab-4
Селекцията се провежда на 9 януари 1984 г. Обучението и тренировките започват веднага.
- Френсис Гафни
- Мили Хюз-Фулфорд
- Робърт Филипс
- Бил Уилямс

### Група ЕОМ
Селекцията се провежда на 4 май 1984 г. Обучението и тренировките започват веднага.
- Байрън Лихтенберг
- Чарлс Чапъл
- Майкъл Ламптън

### Група NASA-10
Селекцията се провежда на 23 май 1984 г. Обучението и тренировките започват през юни същата година.
- Джеймс Адамсън
- Марк Браун
- Кенет Камерън
- Менли Картър
- Джон Каспър
- Франк Кълбъртсън
- Сидни Гутиерес
- Лойд Хемънд
- Марша Айвънс
- Марк Ли
- Джордж Лоу
- Майкъл Маккъли
- Уилиям Шепърд
- Елен Бейкър
- Кетрин Торнтън
- Чарлс Вич
- Джеймс Уитърби

### Група US Navy – Civil Observer
Селекцията се провежда на 13 юни 1984 г. Обучението и тренировките започват веднага.
- Пол Скали-Пауър
- Робърт Стивънсън

### Група ASTRO-1
Селекцията се провежда на 20 юни 1984 г. Обучението и тренировките започват веднага.
- Самуел Дурънс
- Роналд Паризи
- Кенет Нордсик

### Група Hughes Payload Specialists
Селекцията се провежда на 5 юли 1984 г. Обучението и тренировките започват веднага.
- Грегъри Джарвис
- Уилям Батърворт
- Стивън Кънингам
- Джон Конрад

### Група Наблюдател от Конгреса
Селекцията се провежда на 9 ноември 1984 г. Обучението и тренировките започват веднага.
- Едуин Гарн
- Уилям Нелсън

### Група RCA
Селекцията се провежда на 8 април 1985 г. Обучението и тренировките започват веднага.
- Робърт Сенкер
- Джерард Магилтън

### Група NASA-11
Селекцията се провежда на 4 юни 1985 г. Обучението и тренировките започват през юли същата година.
- Джером Апт
- Майкъл Бейкър
- Робърт Кабана
- Браян Дъфи
- Чарлс Гимар
- Линда Годуин
- Терънс Хенрикс
- Ричард Хиб
- Тамара Джерниган
- Карл Мийд
- Стивън Осуалд
- Пиер Тю
- Стивън Торн

### Група Учител в комоса
Селекцията се провежда на 19 юли 1985 г. Обучението и тренировките започват веднага.
- Барбара Морган
- Криста Маколиф

### Група Sunlab
Селекцията се провежда през август 1985 г. Обучението и тренировките започват веднага.
- Джон Бартоу
- Даян Принц

### Група NASA-12
Селекцията се провежда на 5 юни 1987 г. Обучението и тренировките започват през август същата година.
- Томас Ейкърс
- Ендрю Алън
- Кенет Бауерсокс
- Къртис Браун
- Кевин Чилтън
- Нанси Дейвис
- Майкъл Фоул
- Грегъри Хърбо
- Мей Джемисън
- Доналд Макмонагъл
- Брюс Мелник
- Уилям Реди
- Кенет Райтлер
- Марио Рънко
- Джеймс Вос

### Група Tera Scout
Селекцията се провежда през септември 1988 г. Обучението и тренировките започват през юли същата година.
- Томас Хенън
- Майкъл Белт
- Джон Хукър

### Група SLS-1
Селекцията се провежда на 24 февруари 1989 г. Обучението и тренировките започват през юли същата година.
- Френсис Гафни
- Мили Хюз-Фулфорд
- Робърт Филипс

### Група ATLAS
Селекцията се провежда на 29 септември 1988 г. Обучението и тренировките започват веднага.
- Байрън Лихтенберг
- Чарлс Чапъл
- Майкъл Ламптън

### Група NASA-13
Селекцията се провежда на 17 януари 1990 г. Обучението и тренировките започват през юли същата година.
- Даниел Бурш
- Лерой Чао
- Майкъл Клифорд
- Кенет Кокрил
- Айлин Колинс
- Уилям Грегори
- Джеймс Халсъл
- Бърнърд Харис
- Сюзан Хелмс
- Томас Джоунс
- Уилям Макартър
- Джеймс Нюман
- Елен Очоа
- Чарлс Прекърт
- Ричард Сеърфос
- Роналд Сега
- Нанси Кюри
- Доналд Томас
- Джанис Вос
- Карл Уолц
- Терънс Уилкът
- Питър Уайсоф
- Дейвид Улф

### Група USML-1
Селекцията се провежда на 6 август 1990 г. Обучението и тренировките започват веднага.
- Лоурънс Делукас
- Алберт Сако
- Юджийн Трин
- Джоузеф Прал

### Група SLS-2
Селекцията се провежда на 6 август 1990 г. Обучението и тренировките започват веднага.
- Джей Баки
- Мартин Фетман
- Лоурънс Йънг

### Група NASA-14
Селекцията се провежда на 31 март 1992 г. Обучението и тренировките започват през август същата година.
- Даниел Бари
- Чарлс Брейди
- Катрин Кулмън
- Майкъл Гернхарт
- Джон Грунсфелд
- Скот Хоровиц
- Брент Джет
- Кевин Крегел
- Уенди Лоурънс
- Ричард Линехан
- Джери Лененджър
- Майкъл Лопес-Алегриа
- Скот Паразински
- Кент Роминджър
- Уинстън Скот
- Стивън Смит
- Джоузеф Танър
- Андрю Томас
- Мери Уебър

### Група ASTRO-2
Селекцията се провежда през май 1993 г. Обучението и тренировките започват веднага.
- Самуел Дурънс
- Роналд Паризи
- Скот Ванген

### Група USML-2
Селекцията се провежда на 20 юни 1994 г. Обучението и тренировките започват веднага.
- Алберт Сако
- Фред Лесли
- Дейвид Матисън
- Рей Глин Холт

### Група NASA-15
Селекцията се провежда на 8 декември 1994 г. Официално име „Група 1995“ (Group 1995). Обучението и тренировките започват през март 1995 г.
- Скот Олтман
- Майкъл Андерсън
- Джефри Ашби
- Майкъл Блумфийлд
- Калпана Чаула
- Робърт Кърбийм
- Джо Едуардс
- Доминик Гори
- Катрин Хайр
- Рик Хъсбанд
- Джанет Каванди
- Стивън Линдзи
- Едуард Лу
- Памела Мелрой
- Карлос Нориега
- Джеймс Райли
- Стивън Робинсън
- Сюзан Стил-Килрейн
- Фредерик Стъркоу

### Група MSL-1
Селекцията се провежда през февруари 1996 г. Обучението и тренировките започват веднага.
- Роджър Крауч
- Грегъри Линтерис
- Пол Руни

### Група Neurolab
Селекцията се провежда на 4 април 1996 г. Обучението и тренировките започват веднага.
- Джей Баки
- Джеймс Павелчук
- Александър Дънлоп

### Група NASA-16
Селекцията се провежда на 1 май 1996 г. Официално име „Група 1995“ (Group 1995). Обучението и тренировките започват през август същата година.
- Дейвид Браун
- Даниел Бърбенк
- Чарлс Камарда
- Дуейн Кери
- Лоръл Кларк
- Едуард Финки
- Патрик Форестър
- Стивън Фрик
- Джон Херингтън
- Джоан Хигинботъм
- Чарлс Хобо
- Джеймс Кели
- Марк Кели
- Скот Кели
- Пол Локхарт
- Сандра Магнус
- Майкъл Масимино
- Ричард Мастрачио
- Уилям Маккул
- Ли Морин
- Лайза Новак
- Доналд Петит
- Джон Филипс
- Марк Полански
- Пол Ричардс
- Пиърс Селърс
- Хайдемари Стефанишин-Пайпър
- Даниел Тани
- Рекс Уолхайм
- Пеги Уитсън
- Джефри Уилямс
- Стефани Уилсън
- Ивон Кегъл
- Фернандо Калдейро
- Кристофър Лориа

### Група Американски сенат
Селекцията се провежда на 16 януари 1998 г. Обучението и тренировките започват веднага.
- Джон Глен

### Група NASA-17
Селекцията се провежда на 5 юни 1998 г. Обучението и тренировките започват през август същата година.
- Клейтън Андерсън
- Ли Аршамбо
- Трейси Колдуел
- Грегъри Шамитоф
- Тимъти Криймер
- Кристофър Фергюсън
- Майкъл Форман
- Майкъл Фосъм
- Кенет Хем
- Грегъри Карл Джонсън
- Грегъри Харалд Джонсън
- Стенли Лав
- Леланд Мелвин
- Барбара Морган
- Уилям Офелейн
- Джон Оливас
- Никълас Патрик
- Алън Пойндекстър
- Гарет Райсмън
- Стивън Суонсън
- Дъглас Уилок
- Сунита Уилиамс
- Джордж Замка
- Патриша Хилърд-Робъртсън
- Нийл Уудварт

### Група NASA-18
Селекцията се провежда на 26 юли 2000 г. Обучението и тренировките започват август същата година.
- Доминик Антонели
- Майкъл Барат
- Робърт Бенкън
- Ерик Боу
- Стивън Боуен
- Бенджамин Дрю
- Ендрю Фойстъл
- Кевин Форд
- Роналд Гаран
- Майкъл Гуд
- Дъглас Хърли
- Тимъти Копра
- Катрин Макартър
- Карън Найберг
- Никол Стот
- Тери Виртс
- Бари Уилмор

### Група NASA-19
Селекцията се провежда на 6 май 2004 г. Обучението и тренировките започват веднага.
- Джоузеф Акаба
- Ричард Арнолд
- Рандолф Брезник
- Кристофър Касиди
- Джеймс Дътън
- Хосе Ернандес
- Робърт Кимбро
- Томас Маршбърн
- Дороти Меткалф-Линденбургер
- Робърт Сетчър
- Шанън Уокър

### Група NASA-20
Селекцията се провежда на 29 юни 2009 г. Обучението и тренировките започват август същата година.
- Серена Оньон
- Джанет Ипс
- Джак Фишер
- Майкъл Хопкинс
- Кейл Линдгрен
- Катлийн Рубенс
- Скот Тингъл
- Марк Ван Де Хай
- Грегъри Уайсмен

### Група NASA-21
Селекцията се провежда на 17 юни 2013 г. Обучението и тренировките започват август същата година.
- Джош Касада
- Виктор Гловър
- Тейлър Хейг
- Кристина Хеймък
- Никол Ман
- Ан Маклейн
- Джесика Мейър
- Андрю Морган

## Чужди астронавти, обучавани от НАСА

### Група ESA-1
Селекцията се провежда на 22 декември 1977 г. Обучението и тренировките започват на 18 май 1978 г.
- Франко Малерба ( Италия)
- Улф Мерболд ( Германия)
- Клод Николие ( Швейцария)
- Убо Окелс ( Нидерландия)

### Група CNES-1
Селекцията се провежда на 12 юни 1980 г. Обучението и тренировките започват на 7 септември 1980 г.
- Патрик Бодри ( Франция)
- Жан-Лу Кретиен ( Франция)

### Група DLR-1
Селекцията се провежда на 19 декември 1982 г. Обучението и тренировките започват веднага.
- Райнхард Фурер ( Германия)
- Ернст Месершмид( Германия)

### Група CSA-1
Селекцията се провежда на 5 декември 1983 г. Обучението и тренировките започват февруари 1984 г.
- Роберта Бондар ( Канада)
- Марк Гарно ( Канада)
- Стивън Маклейн ( Канада)
- Кенет Мъни ( Канада)
- Робърт Тирск ( Канада)
- Бярни Тригвасон ( Канада)

### Група ASI-1
Селекцията се провежда през ноември 1984 г. Обучението и тренировките започват веднага.
- Кристиано Батали-Космовичи ( Италия)
- Андреа Лоренцо ( Италия)
- Франко Росито ( Италия)

### Група Саудитска Арабия
Селекцията се провежда през април 1985 г. Обучението и тренировките започват веднага.
- Абдулмосен Ал Басам ( Саудитска Арабия)
- Султан Ал Сауд ( Саудитска Арабия)

### Група Мексико
Селекцията се провежда през юни 1985 г. Обучението и тренировките започват веднага.
- Родолфо Нери Вила ( Мексико)
- Рикардо Пералта И Фаби ( Мексико)

### Група NASDA-1
Селекцията се провежда на 20 юни 1985 г. Обучението и тренировките започват през 1990 г.
- Такао Дои ( Япония)
- Мамору Мори ( Япония)
- Тиаки Мукаи ( Япония)

### Група CNES-2
Селекцията се провежда на 18 септември 1985 г. Обучението и тренировките започват на 15 ноември 1986 г.
- Клоди Еньоре ( Франция)
- Жан-Франсоа Клервоа ( Франция)
- Жан-Жак Фавие ( Франция)
- Жан-Пиер Еньоре ( Франция)
- Фредерик Пата ( Франция)
- Мишел Тонини ( Франция)
- Мишел Визо ( Франция)

### Група ATLAS-1
Селекцията се провежда на 27 декември 1985 г. Обучението и тренировките започват на 29 септември 1989 г.
- Дирк Фримаут ( Белгия)

### Група DLR-2
Селекцията се провежда на 3 август 1987 г. Обучението и тренировките започват на 8 октомври 1990 г.
- Ренате Брюмер ( Германия)
- Ханс Шлегел ( Германия)
- Герхард Тиле ( Германия)
- Хайки Уалпот ( Германия)
- Улрих Валтер ( Германия)

### Група ASI-2
Селекцията се провежда през февруари 1989 г. Обучението и тренировките започват през май 1989 г.
- Кристиано Батали-Космовичи ( Италия)
- Умберто Гуидони ( Италия)
- Франко Малерба ( Италия)

### Група NASDA-2
Селекцията се провежда на 28 април 1992 г. Обучението и тренировките започват през август 1992 г.
- Коичи Ваката ( Япония)

### Група ESA-2
Селекцията се провежда на 15 май 1992 г. Обучението и тренировките започват през август 1992 г.
- Маурицио Кели ( Италия)
- Жан-Франсоа Клервоа ( Франция)
- Педро Дики ( Испания)
- Арне Фулесанг ( Швеция)
- Мариане Меркес ( Белгия)
- Томас Райтер ( Германия)

### Група CSA-2
Селекцията се провежда на 8 юни 1992 г. Обучението и тренировките започват през август 1992 г.
- Кристофър Хадфийлд ( Канада)
- Майкъл Маккей ( Канада)
- Жули Пайет ( Канада)
- Дафид Уилямс ( Канада)

### Група Украйна
Селекцията се провежда през март 1996 г. Обучението и тренировките започват през януари 1997 г.
- Леонид Каденюк ( Украйна)
- Ярослав Пустовий ( Украйна)

### Група NASDA-3
Селекцията се провежда на 29 май 1996 г. Обучението и тренировките започват през август 1996 г.
- Соичи Ногучи ( Япония)

### Група Израел
Селекцията се провежда през май 1997 г. Обучението и тренировките започват венага.
- Ицхак Майо ( Израел)
- Илан Рамон ( Израел)

### Група ЕАС (Европейски астронавтски корпус)
Селекцията се провежда 1998 – 2002 г. Обучението и тренировките се провеждат поетапно.
- Клоди Еньоре ( Франция)
- Жан-Франсоа Клервоа ( Франция)
- Франк Де Вини ( Белгия)
- Педро Дики ( Испания)
- Райнхолд Евалд ( Германия)
- Леополд Ертц ( Франция)
- Арне Фулесанг ( Швеция)
- Умберто Гуидони ( Италия)
- Жан-Пиер Еньоре ( Франция)
- Андре Кейперс ( Нидерландия)
- Паоло Несполи ( Италия)
- Клод Николие ( Швейцария)
- Филип Перен ( Франция)
- Томас Райтер ( Германия)
- Ханс Шлегел ( Германия)
- Герхард Тиле ( Германия)
- Мишел Тонини ( Франция)
- Роберто Витори ( Италия)
- Саманта Кристофорети ( Италия)
- Александър Герст ( Германия)
- Андреас Могенсен ( Дания)
- Лука Пармитано ( Италия)
- Тимъти Пийк ( Великобритания)
- Томас Песко ( Франция)

### Специалист Бразилия
Селекцията се провежда на 18 юни 1998 г. Обучението и тренировките започват на 24 август 1998 г.
- Маркус Понтис ( Бразилия)

### Група NASDA-4
Селекцията се провежда на 10 февруари 1999 г. Обучението и тренировките започват през август 2000 г.
- Сатоши Фурукава ( Япония)
- Акихико Хошиде ( Япония)
- Наоко Ямазаки ( Япония)

### Група Малайзия
Селекцията се провежда на 4 септември 2006 г. Обучението и тренировките започват веднага.
- Фаиз Бин Халид ( Малайзия)
- Шукор Музафар ( Малайзия)